# Вокально-инструментальный ансамбль «Гунда»
Вокально-инструментальный ансамбль «Гунда» — музыкальный женский коллектив Абхазии. Основан в 1977 году Розой Чамагуа.

## История
Вокально-инструментальный ансамбль «Гунда» был создан при Абхазской Государственной филармонии в 1977 году.
Название ансамбля отсылает к нартскому эпосу (Гунда — единственная сестра ста нартских братьев), бытующему, помимо абхазов, у адыгов, осетин, карачаевцев, балкарцев и других народов Кавказа. В коллектив, названный дал такой яркий женский образ, входят только девушки. Все они имеют музыкальное образование.
Участники ансамбля поют и играют на абхазских народных инструментах, таких как: апхьярца, аюмаа, ахымаа, ачамгур, бас апхярца, адаул, акьяп-кьяп.

## Репертуар
Репертуар ансамбля разнообразен: состоит из народных абхазских песен, русских, а также песен народов Северного Кавказа, а также авторских песен.
Репертуар подбирается из творческих профессиональных абхазских композиторов. Среди них Нодар Кварчия, Константин Ченгелия, Отар Хунцария, сама Роза Чамагуа и другие. Фольклор в этом случае появляется вдохновение, но не самостоятельной художественной формой.
Это абхазские народные песни «Аурашьа», «Сваха», «Помню», «Азамат», «Абхазская танцевальная мелодия» — музыка О. Ферзба, «Песня о Рице» — слова и музыка Г. Ванача, «Частушки» — музыка О. Хунцария, слова народные, «Песня о Родине» — музыка Р. Баташева, «Си нана» — музыка У. Тхабисимова и другие.
Визитная карточка: «Народная шуточная песня» в обработке Отара Хунцария, а также композиция «Мой язык», автор музыки Нодар Кварчия

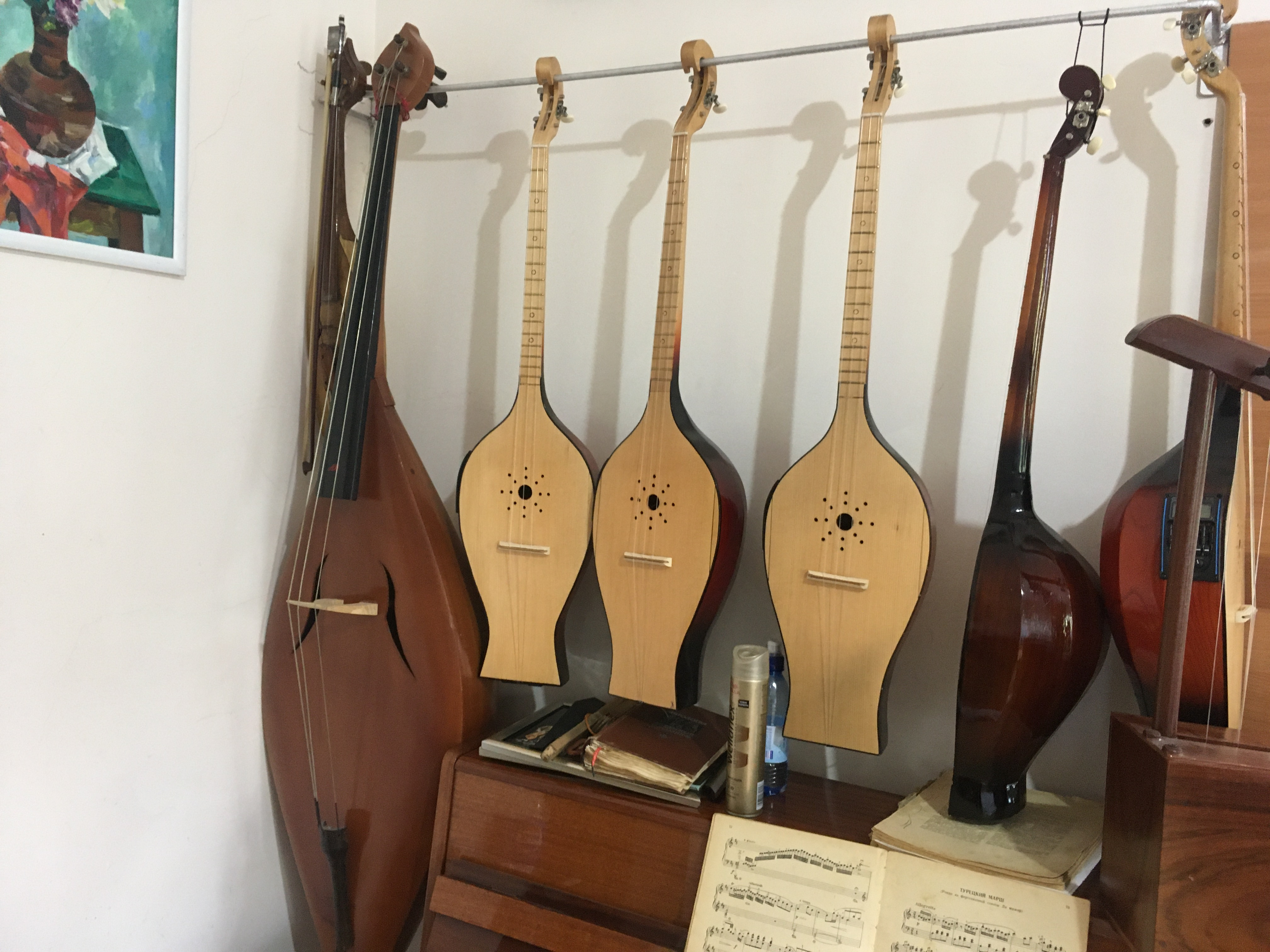
Абхазские народные инструменты. ВИА "Гунда"

## Исполнители
Фатима и Эльмира Ханагуа, Аида Маландзия, Анета и Нона Ферзба, Ламара и Шаризан Чамагуа, Жанна Цвижба, Марианна Аршба, Саида Алтейба, София Кисекова, Хатуна Хабурзания, Диана Курикба.

## Руководители
Роза Чамагуа

## Гастроли
За время своего существования ансамбль «Гунда» объездил с гастролями города России, Украины, Средней Азии, Северного Кавказа, Турции
Ежегодно дают концерты в селах Очамчырского района Мыку, Тхине, Члоу. Организует их директор Абхазской государственной филармонии Руслан Хаджимба.

## Дискография
1985 ДЕВИЧИЙ АНСАМБЛЬ НАР. ИНСТР. «ГУНДА», худ. рук. Мамия Берикашвили. Мелодия

## Видеоматериалы
Ансамбль «Гунда», художественный руководитель Роза Чамагуа